# Massaker von Mueda

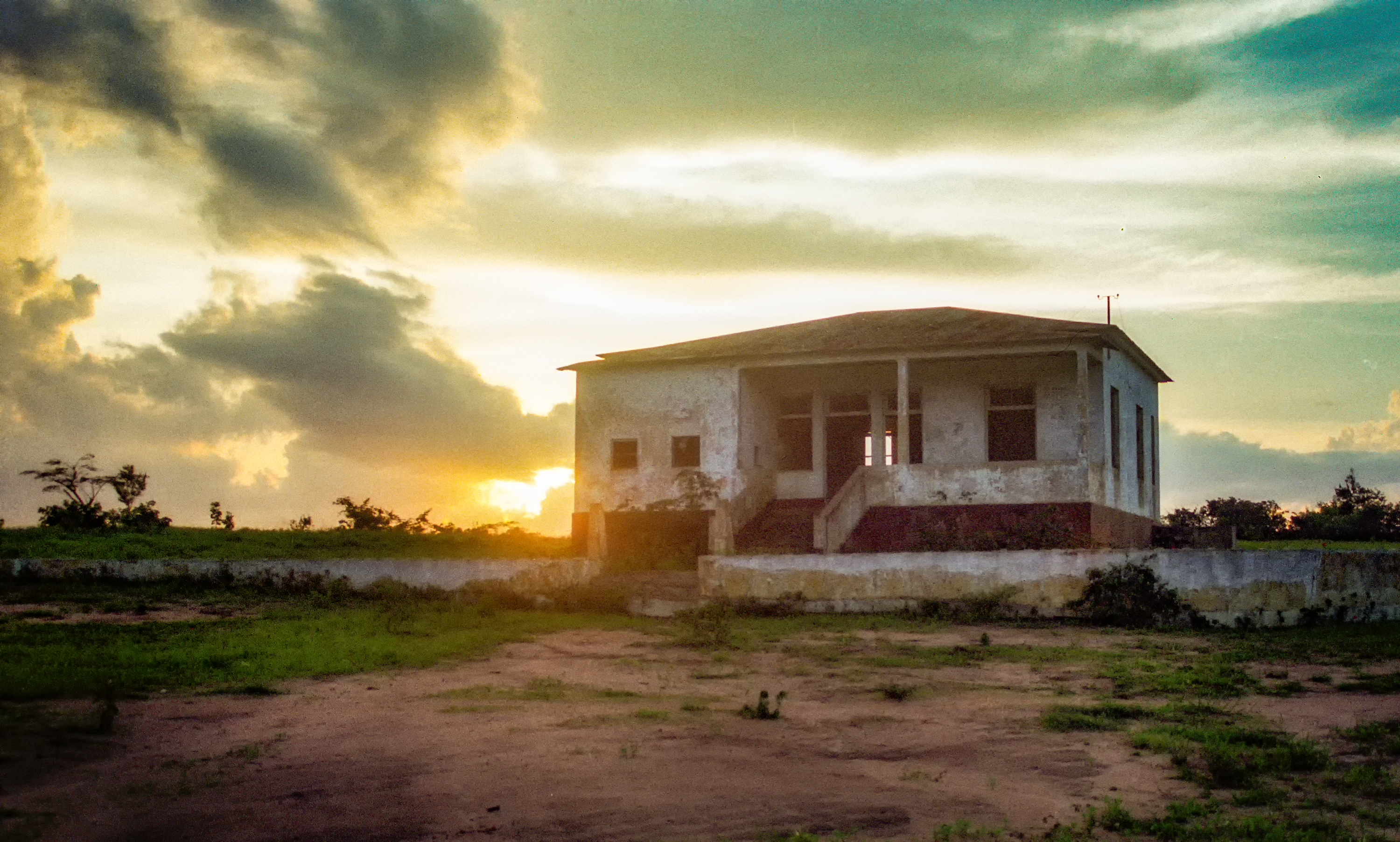
Sitz der Distriktverwaltung in Mueda im Jahr 1995 – Ort des Geschehens am 16. Juni 1960

Als Massaker von Mueda (portugiesisch Massacre de Mueda) wird ein Gewaltverbrechen der portugiesischen Kolonialverwaltung an Einwohnern der mosambikanischen Kleinstadt Mueda am 16. Juni 1960 bezeichnet. Nach Protesten der Bevölkerung vor dem Sitz des Distriktsverwalters von Mueda eröffneten Soldaten das Feuer auf die Menge, zahlreiche Menschen sollen dabei erschossen worden sein.
Das Massaker gilt als ein Schlüsselereignis für die Gründung der mosambikanischen Befreiungsbewegung Frente de Libertação de Moçambique (FRELIMO) zwei Jahre später und als einer der letzten Proteste der mosambikanischen Bevölkerung vor Beginn des Unabhängigkeitskriegs vier Jahre später. Das Massaker ist bis heute ein wichtiger Bestandteil offizieller Erinnerungskultur in Mosambik. Die wissenschaftliche Aufarbeitung stellt jedoch die durch die FRELIMO-Propaganda verbreitete Version der Ereignisse in Frage.

## Vorgeschichte
Im Zuge der Unabhängigkeitsbewegungen auf dem afrikanischen Kontinent entstanden auch in der portugiesischen Kolonie Mosambik Bestrebungen, sich von der Kolonialmacht Portugal zu trennen. Insbesondere die Ausbeutung der Bevölkerung durch Zwangsarbeit, die schlechte soziale und wirtschaftliche Lage der Bevölkerung sowie der Raubbau am Land galten als Gründe für den Wunsch nach Unabhängigkeit. Zu diesem Zweck gründeten sich unterschiedliche Gruppen, unter anderem die Mozambique African National Union (MANU = UNAM União Nacional Africana de Moçambique) in Tanganjika unter Führung des in Mosambik geborenen Mateus Mhole vom Volk der Makonde. Mitglieder der MANU sollen vor allem Mosambikanerinnen und Mosambikaner der Makonde gewesen sein und somit der MANU eine Art „ethno-nationalistische“ Ausrichtung gegeben haben. Die MANU glaubte, dass nach dem Vorbild Tanganjikas eine Unabhängigkeit Mosambiks durch Verhandlungen mit der Kolonialmacht Portugal zu erreichen sei. Es gilt als unklar, ob die MANU das unterschiedliche Verhältnis von Tanganjika zum Vereinigten Königreich im Gegensatz zum Verhältnis Mosambik/Portugal verstand und sich auch der geopolitischen Bedeutung Mosambiks bewusst war.

## Das Massaker
Die genauen Umstände des Massakers sind bis heute nicht geklärt. Die staatlich-offizielle mosambikanische Sichtweise besagt, dass Mitglieder der MANU den Distrikt der Makonde (vergleichbar mit dem heutigen Distrikt Mueda) in der nordmosambikanischen Provinz Cabo Delgado mehrmals zwischen 1959 und 1960 besuchten, um dort für ihre politischen Ziele zu werben. Unterstützung erfuhr die MANU durch die 1957 gegründete Sociedade Algodoeira Africana Voluntária de Moçambique, einen Zusammenschluss der Baumwollarbeiterschaft im Hochland der Makonde. Die MANU-Mitglieder baten um ein Treffen mit dem kolonialen Verwalter des Distrikts, Garcia Soares, mit dem Ziel, die Lebensbedingungen der Menschen im Distrikt zu verbessern. Sie wurden mit der Bitte vertröstet, in sechs Monaten erneut wiederzukommen.
Am 16. Juni 1960 suchten die zwei MANU-Mitglieder Faustino Vanomba und Quibirite Diwane (auch Chiribite Diwane geschrieben) erneut Garcia Soares in der Stadt Mueda auf. Der Distriktverwalter hatte Fregattenkapitän Carlos Alberto Teixeira da Silva, den Kolonialgouverneur der Provinz Cabo Delgado, gebeten, auf die Forderungen der MANU-Vertreter einzugehen und zu antworten. Im Zuge dessen sammelten sich zahlreiche Einwohnerinnen und Einwohner der Stadt und der Umgebung – Quellen geben bis zu 5000 an – vor der Distriktverwaltung. Während die MANU-Mitglieder mehr Unabhängigkeit (wortwörtlich „liberdade da terra“, „uhuru“ auf Chimakonde) und höhere Preise für die geernteten beziehungsweise abgebauten Rohstoffe verlangten, bot Gouverneur Teixeira da Silva lediglich eine kleine Erhöhung der Preise an und soll vor allem von sozialem und wirtschaftlichem Fortschritt gesprochen haben.
Nach rund vier Stunden Verhandlungen beschloss der Distriktverwalter Garcia Soares, die Masse aufzuteilen: Der ebenso anwesende katholische Priester des Ortes, die „Inder“ (asiatische Minderheit) und die Häuptlinge (régulos) blieben auf der Veranda des Hauses, während alle anderen außerhalb verbleiben mussten. Der Distriktverwalter Garcia Soares befahl der Masse, der portugiesischen Flagge zu salutieren. Gleichzeitig befahl der Verwalter, die zwei MANU-Vertreter Vanomba und Diwane festzunehmen und in ein Auto zu bringen. Beides führte zu Tumulten. Die Protestierenden versuchten, die Verhaftung der MANU-Aktivisten unter anderem mit Steinwürfen zu verhindern. Daraufhin befahl der Distriktverwalter, in die Menschenmenge zu schießen, um die Versammlung aufzulösen. Zahlreiche Personen wurden dabei getötet.
Wie viele Menschen bei dem Massaker getötet worden sind, ist bis heute unklar. Während lokale Quellen von 16 Toten berichten, beziffert ein Militärbericht die Zahl der Toten auf 20, ein Bericht der Distriktverwaltung zählte rund 30 Tote. Die später gegründete FRELIMO sprach von 150 Toten, und Alberto Chipande, Augenzeuge und späterer Generalstabschef der FRELIMO-Armee Forças Populares de Libertação de Moçambique, schrieb in der FRELIMO-Zeitschrift Mozambique Revolution von 500 bis 600 Toten. Der Artikel wurde auch in Eduardo Mondlanes Buch Lutar por Moçambique aufgenommen. Die darin angegebenen Zahlen werden bis heute von der offiziellen mosambikanischen Geschichtsschreibung übernommen. Ungeklärt ist auch, wer tatsächlich in die Menschenmenge geschossen hat. Während einige Quellen sagen, es seien mosambikanische Hilfspolizisten (cipaios) gewesen, behaupten andere, dass portugiesische Soldaten für das Massaker verantwortlich waren.

## Auswirkungen
Die Nachricht vom Massaker verbreitete sich in Mosambik sehr schnell, insbesondere im Norden über das interne Botennetzwerk der Makonde, das auch grenzüberschreitend nach Tanganjika funktionierte. International wurde nicht über den Vorfall berichtet.
Vor dem Massaker glaubten zahlreiche Mosambikanerinnen und Mosambikaner im In- wie Ausland, dass es eine friedliche Lösung für die Unabhängigkeitsbestrebungen ihrer Heimat geben könnte. Das Massaker von Mueda gilt als Wendepunkt und Verdeutlichung, dass Portugal nicht freiwillig auf seine Kolonien verzichten würde. Das Massaker motivierte viele Gruppen – insbesondere die Makonde in Nordmosambik –, sich dem bewaffneten Unabhängigkeitskampf anzuschließen. Alberto Chipande trat innerhalb der FRELIMO als Augenzeuge des Massakers auf und illustrierte in Reden und Berichten die Brutalität der Portugiesen.
Das Massaker führte auch zu verstärkten Versuchen, im Widerstand Strukturen zu bilden. Die MANU verlegte ihren Sitz 1961 in das kenianische Mombasa, wo Mateus Mhole die Organisation führte. Die União Democrática Nacional de Moçambique (UDENAMO) gründete sich nur 45 Tage nach dem Massaker in Bulawayo (Südrhodesien); in Niassaland (heute Malawi) gründeten mosambikanische Wanderarbeiter aus der Provinz Tete die União Nacional Africana de Moçambique Independente (UNAMI). Alle drei Organisationen – MANU, UDENAMO, UNAMI – waren Vorläufer und Grundlage für die 1962 in Daressalam gegründete gesamtmosambikanische Unabhängigkeitsbewegung FRELIMO.

## Rezeption

### Das Massaker als Teil des FRELIMO-Narrativs

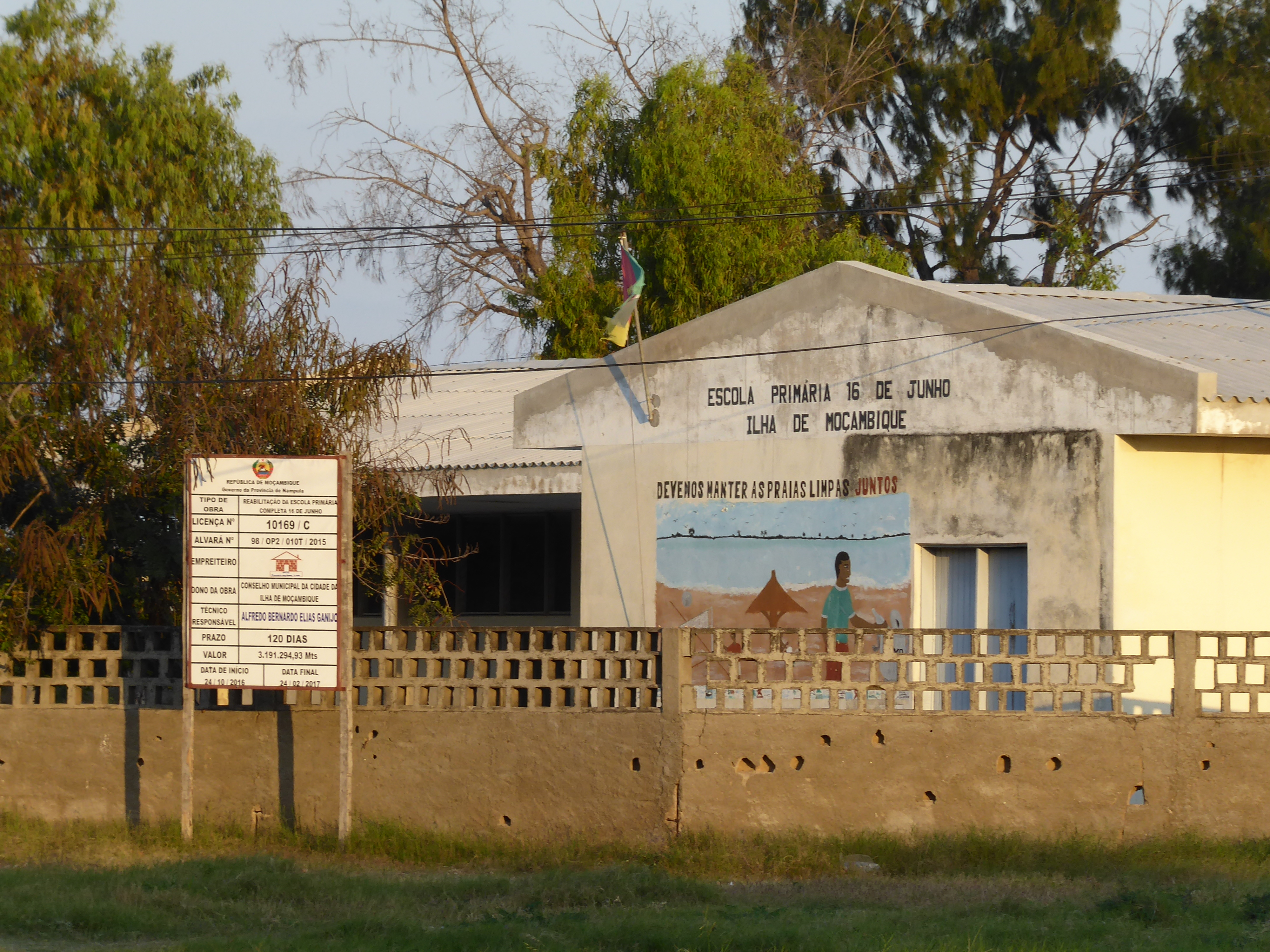
Grundschule des 16. Juni (Escola Primária 16 de Junho) auf der Ilha de Moçambique.

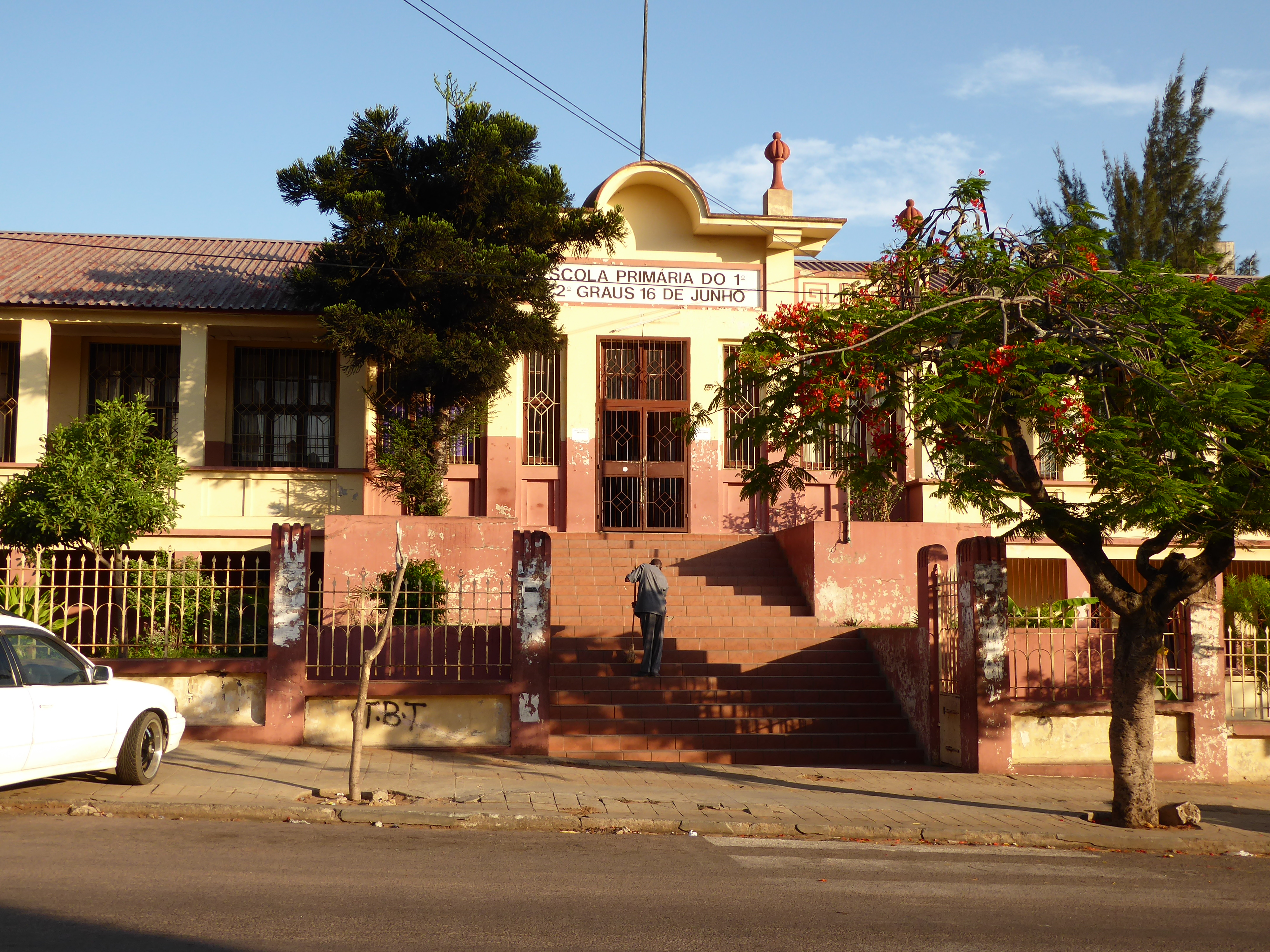
Grundschule des 16. Juni (Escola Primária 16 de Junho) in der Avenida Vladimir Lenine in Maputo

Auf der portugiesischen Seite wurde die Auswirkung des Vorfalls – des opferreichsten seit der Barué-Revolte von 1921 – in Bezug auf die antikoloniale und antiportugiesische Stimmung in der Kolonie massiv unterschätzt. In seiner Funktion für die mosambikanische Unabhängigkeitsbewegung ist das Massaker vergleichbar mit dem Massaker von Pidjiguiti vom 3. August 1959 in Bissau (Portugiesisch-Guinea) und der Revolte von Baixa de Cassanje vom 3. und 4. Januar 1961 in Malanje (Portugiesisch-Westafrika/Angola) – Schlüsselereignisse für die Unabhängigkeitsbewegungen in den anderen zwei großen portugiesischen Kolonien in Afrika.
Das Massaker von Mueda bleibt ein zentrales Element des Narrativs der auch heute noch regierenden FRELIMO. Es wird bis heute als immanent wichtiges Ereignis zelebriert. Faustino Vanomba und Quibirite Diwane, die beiden Vertreter der MANU, werden jedoch aus politischen Gründen heutzutage nicht als Helden gefeiert. Im Zuge der FRELIMO-Gründung in den 1960er Jahren kam es zu Spannungen bei der Einbindung der MANU, so dass die Erinnerung an das Massaker nun als kollektiver mosambikanischer Moment entpersonifiziert und anti-tribalistisch erinnert wird. Die Rolle der Makonde wird dabei ausgeblendet.
Der 16. Juni ist zwar kein gesetzlicher Feiertag, wird in Mosambik jedoch als Gedenktag gefeiert. Üblicherweise legen jedes Jahr der Staatspräsident und andere mosambikanische Politiker Kränze am Denkmal für das Massaker in Mueda nieder. „Mueda“ ist ein Kampfbegriff, der die Härte des portugiesischen Kolonialregimes beschreibt. Zahlreiche Straßen und Plätze in Mosambik sind nach den „Mártires de Mueda“ (Märtyrer von Mueda) benannt, viele Schulen tragen das Datum des Massakers im Namen. Am 16. Juni 1980 wurde die neue Währung Mosambiks – der Metical – als Symbol der endgültigen Unabhängigkeit von Portugal eingeführt.
1979 drehte der in Mosambik geborene Regisseur Ruy Guerra den ersten mosambikanischen Spielfilm in Schwarz-Weiß auf 35 mm mit dem Titel Mueda, Memória e Massacre („Mueda, Erinnerung und Massaker“), der die Geschichte des Massakers von Mueda erzählt. In dem Film vermischt Guerra Fakten und Fiktion. Guerra nutzte für die Aufnahmen auch die jährlich stattfindenden Erinnerungsfeiern und Reinszenierungen des Massakers (Reenactments) der lokalen Bevölkerung. Der Film, der in vielen Kinos im Land gezeigt wurde, soll stark zur Legendenbildung um das Massaker beigetragen haben.

### Diskussion um Mythen und Fakten
Erst in den 1980er Jahren begann eine Aufarbeitung der Fakten um das Massaker von Mueda, da verschiedene Historiker die Hintergründe und Berichte des Vorfalls hinterfragten. Bis zu diesem Zeitpunkt waren die Aussagen des Veteranen Alberto Chipande und dessen veröffentlichter Text in der Mozambique Revolution beziehungsweise in Lutar por Moçambique die einzigen zugänglichen Quellen der Geschichte des Massakers. Chipande wiederholte seine Version des Vorfalls auch in mehreren Medien, unter anderem auch in der anti-kolonialen, mosambikanischen Wochenzeitschrift Tempo.
Von 1979 bis 1984 untersuchten zwei Geschichtswerkstätten (Oficina da História) des Maputoer Zentrums für Afrikastudien der Eduardo-Mondlane-Universität den Vorfall. Die Gruppen veröffentlichten zwei Dokumente: eine Sammlung von Zeugenaussagen, basierend auf Interviews von Überlebenden aus den Jahren 1981 und 1982, sowie die Aufzeichnung über das Verfahren gegen die zwei festgenommenen MANU-Vertreter Vanomba und Diwane. Insbesondere die Zeugenaussagen gelten als verfälscht und von der offiziell, später von der FRELIMO verbreiteten Version beeinflusst. Die Untersuchungen veröffentlichten die Historiker Yussuf Adam, Hilário Alumasse Dyuti und João Paulo Borges Coelho 1993 in der Ausgabe Nr. 14 der Zeitschrift Arquivo des mosambikanischen Nationalarchivs.
Der französische Historiker Michel Cahen untersuchte Archivbestände der portugiesischen Geheimpolizei PIDE und des portugiesischen Militärs, ebenso befragte er portugiesische Soldaten und Vertreter in Portugal. Cahen hinterfragte die offizielle Geschichtsschreibung, dass MANU-Vertreter bei einer lokalen Distriktverwaltung für eine Unabhängigkeit ihrer Region oder gar der ganzen Kolonie verhandeln wollten. Laut Cahens Lesart der PIDE-Dokumente gehörten mehrere Vertreter, die wiederholt bei der Distriktverwaltung um Verhandlungen baten, jedoch nicht zur MANU, sondern zu zwei konkurrierenden Gruppen, der Tanganyika Mozambique Makonde Association (TMMU), die stark mit der tansanischen Tanganyika African National Union (TANU) verflochten war, sowie der Mozambican African Association (MAA), einer Gruppe, die für eine Rückkehr von mosambikanischen Migranten aus Tanganjika nach Mosambik kämpfte. Laut Cahen gehörten die zwei festgenommenen Personen, Vanomba und Diwane, zur MAA, die eine lokale Migrantenorganisation unter dem Namen Sociedade dos Africanos de Moçambique in Mueda gründen wollte. Ziel der beiden war es, mosambikanische Migranten nach Mueda zu holen, und das in Kooperation mit der portugiesischen Verwaltung, nicht gegen sie. Auch hätten sie um uhuru (Freiheit für die Erde) gebeten, was nicht für Unabhängigkeit, sondern in Chimakonde generell für ein besseres Leben stehe. Laut Cahen reagierte die Masse der Einwohner vor allem negativ auf die „arrogante Rede“ des Provinzgouverneurs. Nach seiner Lesart seien 7 bis 16 Menschen von acht mosambikanischen Hilfspolizisten erschossen worden. Auch sei die Ansammlung der Einwohner keine Demonstration gewesen, sondern eine „banja“, eine von der Provinzregierung Cabo Delgados erbetene und einberufene öffentliche Versammlung. Die lokale Distriktverwaltung sei jedoch unfähig gewesen, eine derart große Menschenmenge zu kontrollieren.
Aus Cahens Perspektive eignete sich der Vorfall perfekt für die Propaganda der späteren FRELIMO, da sie durch die Gründungsmitglieder der MANU ethnonationalistische Strömungen aufnehmen und sich so als einigende und zugleich anti-tribalistische Kraft darstellen konnte. Gleichermaßen legitimierte die gewaltsame Antwort der portugiesischen Verwaltung den 1964 begonnenen bewaffneten Kampf für die Unabhängigkeit Mosambiks. Alberto Chipande eignete sich als späterer hochrangiger FRELIMO-Funktionär dazu, die Bedeutung des Massakers für die Befreiungsbewegung zu verkörpern, obwohl später hinterfragt wurde, ob er überhaupt beim Massaker anwesend war.
Die Bedeutung des Massakers für die Politisierung der Makonde, deren Widerstandsstrukturen in Mosambik und in Tanganjika sowie ihre Einbindung in die gesamtmosambikanische Unabhängigkeitsbewegung, sind bis heute Bestandteil kontroverser wissenschaftlicher Debatten.